# 芝村 (兵庫県)
芝村（しばむら）は、かつて存在した日本の自治体。兵庫県武庫郡に所属した村の一つ。1933年（昭和8年）4月1日に西宮市に編入された。

## 地理
村政施行当時、東は瓦木村、東南は今津町、南は西宮町（のち西宮市）、東は大社村。東川（御手洗川）と津門川に挟まれた区域かつ、JR西日本東海道本線の北側と阪急神戸本線の南側を結ぶ一帯のうち、特にJR側に相当する。
標高は一概に海抜5メートル程度で高低差は小さかった。河川は東川（御手洗川とも、大社村より来て芝村北西端を通り西宮市へ入る）と富倉川（瓦木村から芝村の上丸橋・両度・細工田の各字を過ぎて西へ流れ村の最南端で東川に入る）。
明治の大合併を経ずして単独の行政村となったため、村域は東西約760メートル、南北約1320メートルと非常に狭く、大字を用いなかった。
以上のような地理状況であったため、大正期には全域にわたって民家がひしめき、耕作地を含めた土地利用が飽和状態に達し、居住可能な人口が限界に達した。このことがのちに、西宮市との合併の理由となった（後述）。

## 歴史

### 古代
明治16年地籍図に条里制地割遺構と「三ノ坪」という字名があることから、武庫西条に属したと考えられる。
村域のはずれに、廣田神社、あるいは中世に広田社領を管握していた神祇伯主家（白川家）のいずれかを接待する費用をまかなうための田地があったといわれている。

### 中世
荘園制においては広田社領の広田郷に属していたのが、鎌倉時代以降は西宮郷・仁部荘・戸田荘に分裂し、うち戸田荘に属した。
伝承によるとこの村は元は西宮町の池田松原神社の東端、東芝という地に居住していたものが、いつ頃からか今の地に移転させられたといわれている。

### 近世
天正年間は豊臣氏直隷、奉公片桐主膳の采邑。『慶長国絵図』に村名がみえ、高262石余。『正保郷帳』『摂津商改帳』『旧高旧領』でも禄高は同じである。
江戸時代最初は幕府領であったが、1617年（元和3年）に戸田氏鉄の尼崎藩領となった。1635年（寛永12年）、尼崎城主が青山幸成となり、1664年（寛文4年）より青山氏分家の旗本（幸正系）領に分知となった。青山三之助の代まで青山氏の支配下であった。1769年（明和6年）の上知令により、大坂町奉行の支配、上大市村代官の管理下となった。1711年（宝永8年）の家数20／人数115・牛7。
1740年8月22日（元文5年閏7月1日）、大雨により武庫川の堤防が決壊、当村では一時に132石余が荒場となり倒壊52軒、流失2軒、牛2頭の壊滅的打撃を受けた。
1771年（明和8年）の「西宮勤番所取捌帳」（西宮市役所蔵）によれば中村の枝郷。農業用水の取水権は上大市村ほか5か村を井親とする百間樋の井子村に所属した。
鎮守の神明八幡神社は天保年間（1830年 - 1844年）に寺田弥上右衛門が夢告により創建したと伝えられる。1925年（大正14年）に創建地より200メートル北方に移転した。

#### 義民 四郎右衛門
近世、「かわた村」であった。彼らは周辺の村の農地の小作に従事し、自治権を持たず、主郷である中村から枝郷として支配を受けていたほか、周囲の村々から迫害を受けた。
1824年3月5日（文政7年2月5日）、戸長の吉岡四郎右衛門が村の分離独立をはかり、領主の道中行列に対し、厳禁であった直訴をした。侍従がこれを阻むが彼は屈せずに駕籠を追って膝行し、ついには帰らぬ人となった。村民は四郎右衛門の行を徳として毎年2月5日に彼を慰霊する「五日祭（四良右衛門祭）」を開くようになった。四郎右衛門の慰霊碑は西福寺の西隣（旧神明八幡神社跡地）に立つ。

#### 幕末の騒動
1860年（万延元年）、当村と中村の小作人が共同して、中村田地の小作につき宛米一割人分の用捨を地主に要求する小作騒動を起こした。
1867年（慶応2年）、西宮から始まった米安売り騒動は芝村が発端という。

### 近代
1871年（明治4年）時点での人口は1049人。同年10月12日（旧暦8月28日＝「足洗い日」）の「解放令」により身分制度から解放されたものの、被差別部落としての実態は依然残ったままだった。1876年（明治9年）に村営浴場「戎湯」が設置された。
小学校令以前は西福寺の8代・9代の住職が、3年から5年の期間で有志の子弟を集め、いろは歌、名取、村名、国づくし、『商売往来』などを習わせたほか、村内の数人の手習い教師が10から20名の子弟に字を教えた。このほか村内に、茶の湯・立花・浄瑠璃・裁縫等の師匠がいた。村内で小学校が始まったのは1873年（明治6年）12月18日からで、当初は西福寺の一室を仮用していた。
芝村は1871年（明治4年）戸籍法に基づく大区小区制により兵庫県第16区（64区分のうち）に入り、1872年9月（明治5年8月）の再編で第7区（19区分）、1878年（明治11年）郡区町村編制法により再び武庫郡の村となる。1889年（明治22年）町村制公布時に単独村政となった。
大正時代に書かれた『武庫郡誌』では被差別部落であることは伏せられているほか、「村民は概して衛生概念に乏しく、絶えず普及啓発に努めているが効果は少なく、村人の衛生概念は幼稚であるが粗食粗服に甘んじよく働き強健であるため伝染病にかかる者は少し」「細民に至っては不潔な衣服を纏い風体を少しも気にしない」「低知識層に至っては言語の発音が正確を欠き、風俗は野卑にして、動もすれば事の是非を弁せず付和雷同するのを弊なしとしない」などと、現代的な人権意識に照らして問題のある描写が見られる。なお同書では、「一村一旦那寺（引用注：上述の西福寺）の敬虔な浄土真宗の信徒であり、如何なる悲境に陥っても敢えて常を失わず、前世よりの業報にしてこれ皆因縁因果と断念する」「後生行先の妨げであるとして迷信・禁厭の類は殆ど見られなかった」ともしている。
このころの村の特産品は草鞋であった。

#### 部落解放運動
解放令の出た以降も同村への差別は続いていたが、大正デモクラシーの流れを受け、村に部落解放運動の波が押し寄せた。1922年（大正11年）2月12日に武庫郡公会堂で「人種差別撤廃大演説会」を開催した。同年12月24日には大阪、神戸、住吉方面からの応援者100余人を加えて300余名の聴衆の中「水平社宣伝演説会」が行われ、「芝村水平社」の結成が宣言され、全国水平運動の拠点の一つとなった。翌年6月7日には同所で夏季大会を行っている。
1926年（大正15年）4月24日、カフェーで酔った相客の差別的言辞を芝村水平社が糾弾し、警察の介入で円満解決している。その翌日には、甲陽園の桜並木で水平社員20数人と東亜キネマ甲陽撮影所員20数人が大乱闘を引き起こして警察の介入を招いた。フットボールをしていた甲陽撮影所員の俳優たちに芝村の青年2、3人が頬をたたかれたうえ「芝村のものなら返してしまへ（※引用ママ）」と差別的な言葉を投げられたことをきっかけにしたもので、代表者らの会談の結果、双方に誤解があったとして無条件解決をみた。同年9月30日には採用試験で「君は芝村小学校の出身か」と出身地をたずねた明石市のある官公署を30人が取り囲んだ。
1930年（昭和5年）、芝村に新たに社会民衆党支部が設けられ、同党支持のもとに武庫郡を統一した「水平社兵庫県支部分会」を創立することになった。

#### 西宮市との合併
狭小な芝村の土地利用は、大正から昭和期にかけて限界に達していた。耕地は1922年（大正11年）に22町5反（約22.3ヘクタール）だったものが、1930年（昭和5年）で22町1反（約21.9ヘクタール）と縮小する反面、人口は1915年（大正4年）に戸数373・現住3976・本籍2899だったものが、1930年（昭和5年）で戸数535・現住2884・本籍3367と、世帯の増加と反比例する人口減少をみせていた。
武庫郡西宮町が市政施行する計画を打ち出した際、同村は市との合併を望んだ。1923年（大正12年）10月26日の村会では、以下のように決議された。
| 「 | 聞説近ク西宮町ハ市政実施スヘク準備中ナリト、之ニ対シ本村ハ地勢ノ関係及現在ノ状態ヨリ見ルニ、住民ノ一部ハ其ノ地域ニ居住シツヽアリテ逐年増加セントスルノ情勢ナレハ、茲数年ヲ出スシテ必スヤ西宮町ト軒檐ヲ連ヌルニ至ルハ火ヲ見ルヨリモ瞭々トシテ明ナリ、依是観是、将来ニ於テハ必ス編入サルヽノ運命ニ在ルモ其機運ヲ俟タス、現在ニ於テ同町ノ市政実施ト同時ニ編入サルヽヲ可トス、 | 」 |

西宮町は1925年（大正14年）4月1日にいったん単独で市政施行したのち、1927年（昭和2年）に「西宮都市計画区域」を制定し、芝村を計画区域に含んだ（今津町・精道村・大社村・鳴尾村・瓦木村・甲東村とともに）。1933年（昭和8年）4月1日、芝村は前述の自治体（精道村を除く）のうち、今津町・大社村とともに西宮市に編入された。住所表記上は村名を残さず、大字なしの区域となった。

## 人口統計
『国勢調査報告 昭和5年 第4巻 府縣編 兵庫縣』p294によれば、芝村は世帯数535、人口総数2874である。

## 歴代村長
1. 宮本 源右衛門（1889年5月11日 - 1899年10月23日）
2. 西口 源八（1899年11月20日 - 1900年8月1日）
3. 寺下 喜三次郎（1900年8月21日 - 1900年12月8日）
4. 宮本 源右衛門（1901年1月10日 - 1901年1月14日）
5. 寺下 喜三次郎（1901年3月20日 - 1901年11月13日）
6. 松田秀（1902年1月15日 - 1903年2月2日）
7. 大角 増吉（1903年3月26日 - 1903年5月22日）
8. 岡田 善太郎（1903年6月24日 - 1907年6月23日）
9. 中島 石松（1907年7月26日 - 1908年1月9日）
10. 花岡 京知賀（1908年2月25日 - 1912年2月24日）
11. 坂田 増次郎（1912年4月8日 - 1914年2月2日）
12. 中島 石松（1914年2月26日 - 1915年2月15日）
13. 吹田 善三郎（1915年2月27日 - 1915年12月4日）
14. 寺下 善次郎（1915年12月27日 - 1916年10月）
15. 石田 梅吉（1916年10月 - 不詳）
16. 田中 彌三郎（不詳）
17. 前田 多四郎（1924年11月20日 - 不詳）
18. 松本 源右衛門（1929年9月8日 - 1933年3月31日）

## 経済

### 産業
農業
農産物は、米、ムギを主とし、ブドウ、レンコン、エンドウなどを出した。
『大日本篤農家名鑑』によれば、芝村の篤農家は、「岡田善太郎、花岡京知賀」などである。
商工業
商業は特記すべきことはない。工業は草履、草鞋製作などがある。